# 蕨叶鼠尾草
蕨叶鼠尾草（学名：Salvia filicifolia）为唇形科鼠尾草属下的一个种。

## 扩展阅读
- 維基物種上的相關：蕨叶鼠尾草